# Merete Pedersen
Merete Pedersen (* 30. Juni 1973 in Sæby) ist eine ehemalige dänische Fußballspielerin. Die Spielerin spielte 16 Jahre für die dänische Nationalmannschaft und war deren Rekordtorschützin.

## Vereine
Pedersen spielte während ihrer Karriere für die dänischen Vereine Vejle BK und Odense BK in der 3F Ligaen, die Sportfreunde Siegen in der deutschen Frauen-Bundesliga (15 Tore) und ASD Torres Calcio Femminile in der italienischen Serie A. 2001 gewann sie mit Odense die dänische Meisterschaft und nahm an der ersten Austragung des UEFA Women’s Cups teil, wo sie mit ihrer Mannschaft das Viertelfinale erreichte. Dort scheiterte sie aber am späteren Sieger 1. FFC Frankfurt. Am UEFA Women’s Cup 2004/05 konnte sie mit Torres Calcio teilnehmen, da der eigentlich startberechtigte italienische Meister Foroni Verona FC bankrottging. Sie erreichte mit Torres nochmals das Viertelfinale, schied aber gegen den englischen Meister Arsenal aus. Im Wettbewerb erzielte sie fünf Tore.

## Nationalmannschaften
1992 und 1993 bestritt sie mit der dänischen U-21-Mannschaft 13 Spiele, gewann den Nordic Cup 1992 und wurde 1993 Dritte. Bereits während dieser Zeit machte sie am 11. März 1993 beim mit 0:2 verlorenen Spiel gegen die USA ihr erstes Länderspiel beim Open Nordic Cup auf Zypern. Nach einem zweiten Spiel beim gleichen Turnier, musste sie dann aber drei Jahre auf ihr drittes Länderspiel warten. Dieses fand beim Algarve-Cup 1996 statt und dabei erzielte sie gegen Island ihr erstes Länderspieltor. Im selben Jahr gehörte sie zum dänischen Kader, der am ersten olympischen Fußballturnier der Frauen bei den Olympischen Spielen in Atlanta teilnahm. Sie wurde allerdings nur im letzten mit 1:3 gegen Schweden verlorenen Gruppenspiel unmittelbar nach dem 0:2 eingewechselt, konnte dem Spiel aber keine Wende mehr geben. Es ist das bis dato letzte Spiel der Däninnen bei Olympischen Spielen. Ihr nächstes bedeutendes Turnier war die EM 1997, bei der sie in den drei Gruppenspielen eingesetzt wurde, aber nur beim 2:2 gegen Italien zum zwischenzeitlichen 2:1 treffen konnte. Als Gruppenletzte schieden die Däninnen aus. 1998 erreichte sie mit Dänemark das Endspiel des Algarve-Cups, verlor dieses aber mit 1:4 gegen Norwegen. 1999 bestritt sie die drei Gruppenspiele bei der WM in den USA, blieb dabei aber ohne Torerfolg und schied mit ihrer Mannschaft wieder nach der Vorrunde aus. Die Däninnen verpassten damit auch das olympische Fußballturnier 2000 in Sydney. 2001 erreichte sie erneut das Finale des Algarve-Cups, verlor dieses aber mit 0:3 gegen Schweden. Im gleichen Jahr erreichte sie bei der EM in Deutschland das Halbfinale, scheiterte dort aber an Schweden. Am 26. September 2004 gelang ihr im Qualifikationsspiel gegen Belgien zunächst ein „lupenreiner“ Hattrick durch Tore in der 7., 11. und 15. Minute und damit zum ersten Mal drei Tore in einem Spiel sowie noch das Tor zum 6:0-Endstand. Am 6. November 2004 gelangen ihr beim ersten Sieg der Däninnen in den USA gegen die USA das erste und letzte Tor zum 3:1. Bei der EM 2005 machte sie im letzten Gruppenspiel gegen Finnland ihr 100. Länderspiel, schied aber durch das 1:2 aus. In ihrem 102. Länderspiel am 25. September 2005 löste sie mit ihrem 47. Länderspieltor Gitte Krogh als dänische Rekordtorschützin ab. 2007 stand sie erneut im Finale des Algarve-Cups, verlor dies aber gegen die USA. Bei der WM 2007 blieb sie ohne Torerfolg und schied mit ihrer Mannschaft erneut in der Vorrunde aus und verlor dann auch die beiden Qualifikationsspiele zu den Olympischen Spielen 2008 gegen Schweden. 2008 erreichte sie nochmals das Finale des Algarve-Cups, verlor aber erneut gegen die USA. Am 28. Mai 2008 gelangen ihr beim 6:1 im Qualifikationsspiel gegen die Slowakei zum letzten Mal drei Tore in einem Länderspiel. Am 11. März 2009 bestritt sie gegen Deutschland im Spiel um Platz 3 beim Algarve-Cup ihr 136. und letztes Länderspiel und gewann mit 1:0. Insgesamt erzielte sie 65 Tore für Dänemark und war damit lange Zeit Rekordtorschützin ihres Landes. Auch keinem männlichen Spieler gelangen mehr Tore für Dänemark. Den 52-Tore-Rekord von Poul Nielsen aus dem Jahr 1925 hatte sie am 7. März 2007 überboten.
2021 überbot Pernille Harder mit ihrem 66. Länderspieltor den 12,5 Jahre alten Torrekord von Pedersen.

## Erfolge
- Dänische Meisterin mit Odense BK: 2001
- Dänische Pokalsiegerin mit Odense BK: 1998, 1999 und 2003
- Beste Torschützin beim internationalen Frauen-Hallenfußball-Turnier 2001 (zusammen mit Birgit Prinz) und 2003

## Auszeichnungen
- Fußballerin des Jahres in Dänemark 2005